# Settimana al caldo
Settimana al caldo è un singolo del gruppo musicale italiano FSK Satellite, pubblicato come primo estratto dal secondo album in studio Padre figlio e spirito il 23 luglio 2020.

## Video musicale
Il videoclip del brano è stato pubblicato il 27 luglio 2020 sul canale VEVO ufficiale del trio.

## Tracce
1. Settimana al caldo – 2:46 (musica: Greg Willen)

## Classifiche
| Classifica (2020) | Posizione massima |
| ----------------- | ----------------- |
| Italia            | 62                |